# 이혼하지 않은 여자
"이혼하지 않은 여자"는 1992년에 개봉한 대한민국의 영화이다.

## 캐스팅
- 고두심 : 지원 역
- 박상민 : 찬우 역
- 이호재
- 윤소정
- 김선우
- 김승우
- 장보규
- 서학
- 성병숙
- 한은진
- 이인옥
- 송희연
- 서한나
- 김선경
- 성명순
- 박종설
- 박영노
- 박연주
- 정순례
- 김선우
- 강희구
- 김재철
- 허윤정 (특별출연)
- 이주실 (특별출연)